# ETソフトウェアデザインロボットコンテスト
ETソフトウェアデザインロボットコンテスト（通称ETロボコン）は、組込みシステム技術協会が主催するレゴ社MINDSTORMSを用いた組み込みソフトウェア技術を競うコンテストである。2002年から毎年行われており、当初はUMLロボットコンテストという名称だったが，2005年の大会から組込みシステム技術協会が主催するに伴い，現在の名称に変更された。2006年からはパシフィコ横浜でチャンピオンシップ大会が開催されている。

## 概要
コンテストはモデリング部門と競技部門があり，両方で得た得点の積で総合評価が決定される。
モデリング部門では主にUMLを用いたモデルを審査の対象にしている。
競技はMINDSTORMSで制作した同一の車体（パスファインダー）に規定のコースを2周させ、その早さを競うのが基本的なルールである。通常のコースとは別の難所と呼ばれる箇所をクリアすることで得られるボーナスタイムを実際の走行タイムから差し引いたタイムで順位を競う。
基本的に純粋なソフトウェアの性能を競う大会だが、使用する光センサの精度を上げるための遮光スカートや、タッチセンサの精度を上げるための部品の追加などが認められている。競技の前には車体が正しく組み立てられているかをチェックする車検が行われ、車検をパスしたチームにはスポンサー企業から提供されている新品の乾電池(2008年大会ではPanasonic社のEVOLTA)が配布され、シールによって封印が行われた後は分解が禁止されるが、内部のプログラムの入れ替えは自由である。
開始当時は、東京だけで行われていたが、以下のように全国で地区大会を行っており、勝ち抜いたチームがチャンピオンシップ大会（2006年から会場はパシフィコ横浜で行われている）に出場する。
- 2007年　関東、東海、関西
- 2008年　東北、関東、東海、関西、九州で行われ、
- 2009年　北海道、東北（盛岡）、北関東（前橋）、東京（東京・新宿）、南関東（横浜）、東海（浜松）、関西（京都）、九州（福岡）
- 2010年　北海道、東北、北関東、東京、南関東、東海、北陸，関西、九州、沖縄
- 2011年　北海道、東北、北関東、東京、南関東、東海、北陸，関西、中四国、九州、沖縄
- 2015年　北海道、東北、北関東、東京、南関東、東海、北陸，関西、中四国、九州北、九州南、沖縄

また、2008年まではLEGO MINDSTORMS RCXによる車体を使用していたが、2009年では、LEGO MINDSTORMS NXTによる車体も採用されている。NXTによる車体は、二輪倒立振子という形状となっている。
2015年はEV3という新機体での出場も可能となり、NXTとEV3が両方出場する珍しい大会となった。2016年はEV3のみとなった。

## オフィシャルホームページ
- ETロボコン
- ETロボコン2016
- ETロボコン2014
- ETロボコン2013